# Église Saint-Charles-Borromée de Gorée
Pour les articles homonymes, voir Église Saint-Charles-Borromée.
L'église Saint-Charles-Borromée située au centre de l'île de Gorée (Sénégal), sur la rue du Chevalier de Boufflers, est l'une des deux églises de Gorée.
Comme d'autres églises à Vienne, Anvers ou Rome cette église est dédiée à Charles Borromée, archevêque réformateur de Milan et cardinal italien. 

## Histoire

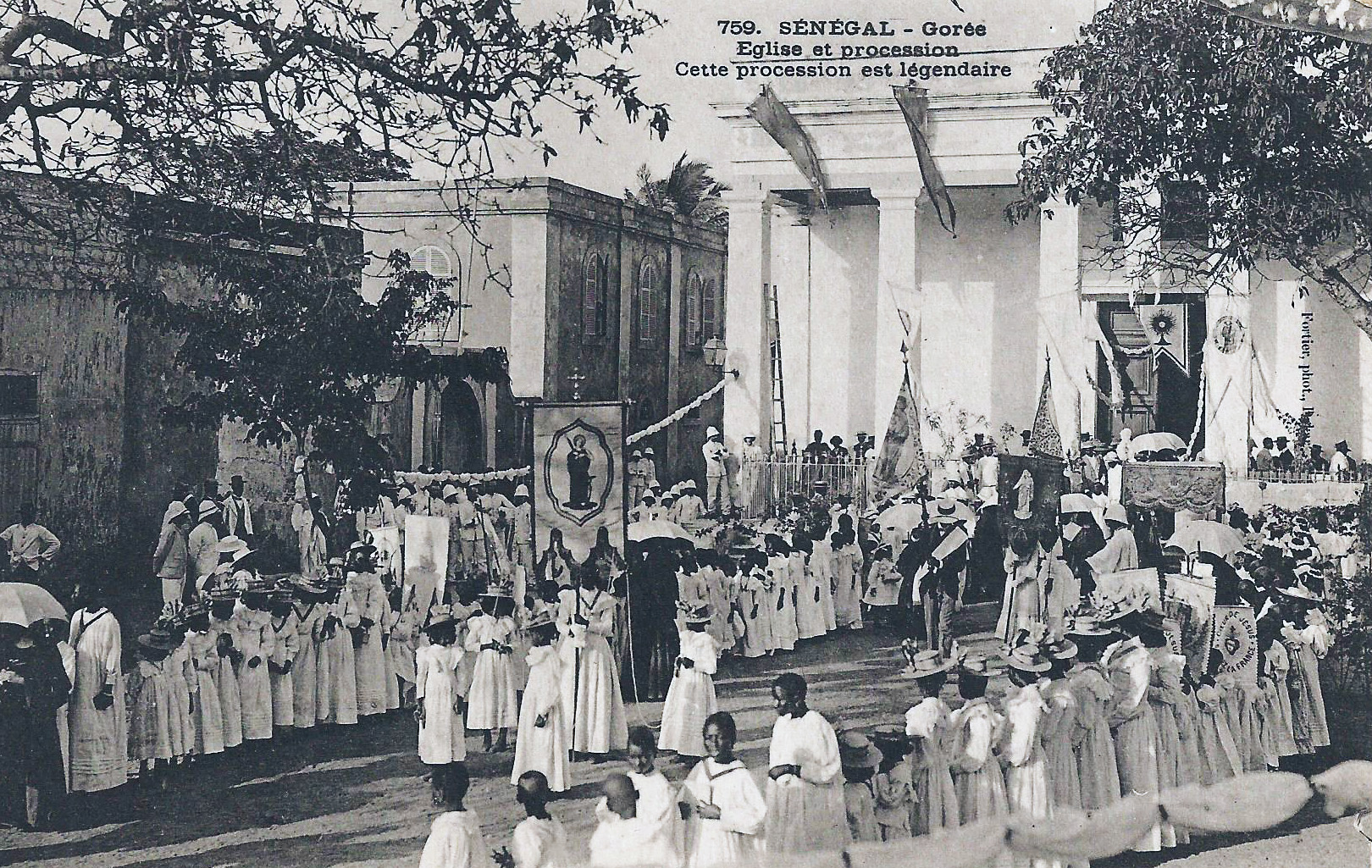
Église et procession (AOF).

L'ancienne église ayant été brûlée par des soldats pendant la nuit de Noël 1799, au moment de la reprise de l'île par les Anglais, les catholiques de Gorée sont restés privés d'église jusqu'à l'achèvement de ce nouvel édifice, en 1830, financé par les signares de Gorée. Dans l'intervalle, c'est la maison de la signare Anna Colas Pépin – fille de Nicolas Pépin et nièce d'Anne Pépin –, qui sert de lieu culte provisoire pour les catholiques de l'île. Des mariages et des baptêmes y sont célébrés jusqu'à l'achèvement de la nouvelle église. 
Chaque année la fête patronale de Gorée est célébrée dans l’église le 4 novembre, ou le dimanche suivant s’il ne s’agit pas d’un dimanche.

## Architecture
L’escalier en fer forgé de la tribune a été fondu dans les ateliers de la Marine française.

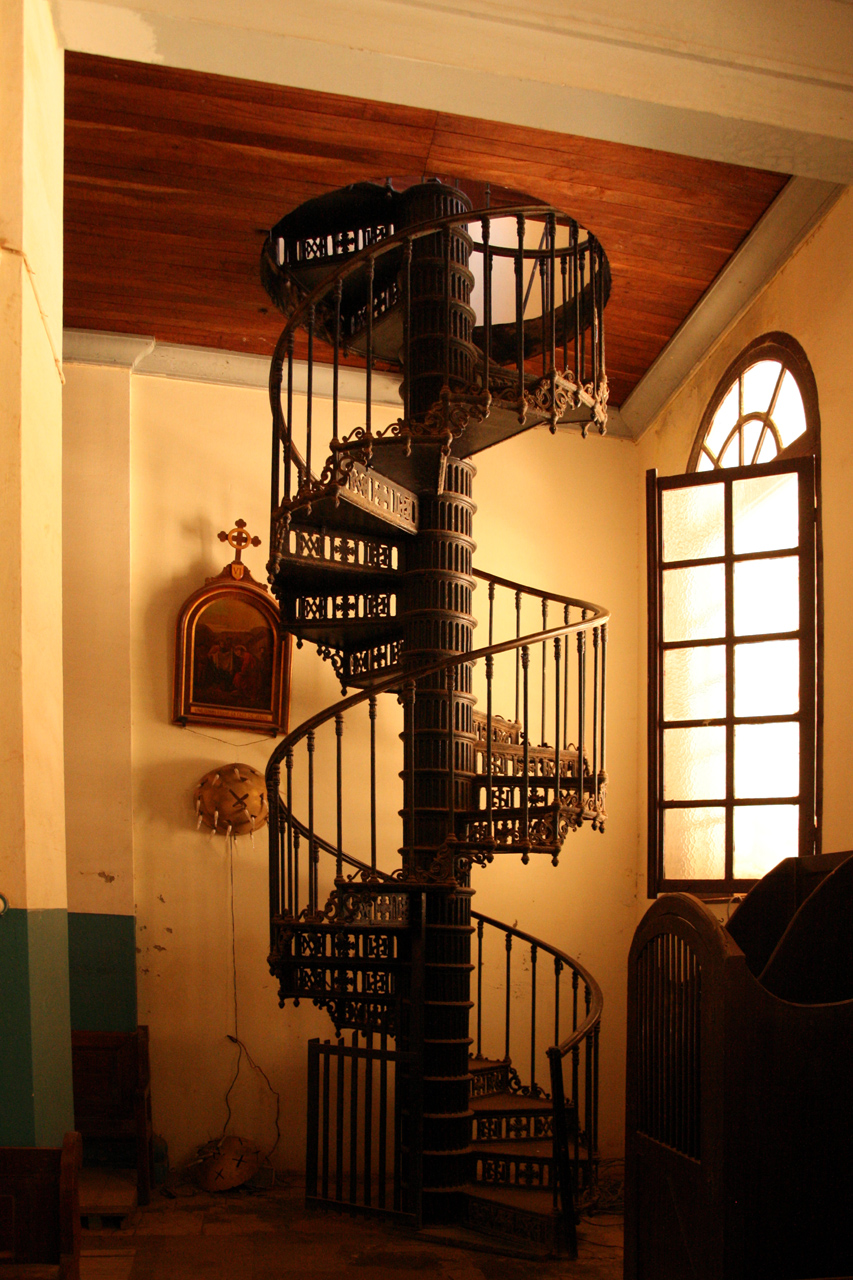
Escalier en fer forgé